# Mundialito de Fútbol Playa 2019
El  Mundialito de Fútbol Playa de 2019 fue un torneo de fútbol playa que se llevó a cabo en la Praia da Nazaré en Nazaré, Portugal, del 13 al 15 de agosto de 2018. El torneo fue disputado por cuatro selecciones en formato de todos contra todos.

## Participantes
- Senegal
- Portugal (anfitrión)
- Japón
- España

## Clasificación
| Equipo   | Pts | PJ | PG | PG+ | PG++ | PP | GF | GC | Dif |
| -------- | --- | -- | -- | --- | ---- | -- | -- | -- | --- |
| Portugal | 9   | 3  | 3  | 0   | 0    | 0  | 15 | 5  | +10 |
| Senegal  | 5   | 3  | 1  | 1   | 0    | 1  | 7  | 11 | -4  |
| España   | 3   | 3  | 1  | 0   | 0    | 2  | 8  | 9  | -1  |
| Japón    | 0   | 3  | 0  | 0   | 0    | 3  | 6  | 11 | -5  |

## Resultados
| 13 de agosto de 2019 | Senegal    | 1:7     | Portugal                                                                                | Praia da Nazaré, Nazaré      |                              |
| 14:45                | Diassy 10' | Reporte | 3' Belchior · 8' Madjer · 10', 31' Jordan · 18' Von · 28' R. Coimbra · 36' Bruno Torres | Árbitro(s): Torsten Guenther | Árbitro(s): Torsten Guenther |

| 13 de agosto de 2019 | España                                                            | 4:2     | Japón                | Praia da Nazaré, Nazaré     |                             |
| 16:00                | Arias 18' (pen.) · Cintas 24' · Javi Torres 25' · Adri Frutos 27' | Reporte | 18' Ozu · 26' Tabata | Árbitro(s): Francisco Costa | Árbitro(s): Francisco Costa |

| 14 de agosto de 2019 | España                      | 2:3     | Senegal                   | Praia da Nazaré, Nazaré   |                           |
| 17:00                | Chiky 34' · Javi Torres 34' | Reporte | 3' Fall · 22', 33' Diagne | Árbitro(s): Wilson Soares | Árbitro(s): Wilson Soares |

| 14 de agosto de 2019 | Portugal                                                | 4:2     | Japón                        | Praia da Nazaré, Nazaré      |                              |
| 18:30                | Jordan 17' · Belchior 18' (pen.) · Madjer 21' · Von 32' | Reporte | 11' Okuyama · 17' (pen.) Ozu | Árbitro(s): Torsten Guenther | Árbitro(s): Torsten Guenther |

| 15 de agosto de 2019 | Japón                   | 2:3 (t. s.) | Senegal                     | Praia da Nazaré, Nazaré     |                             |
| 17:00                | Kawai 3' · Yamauchi 13' | Reporte     | 6', 15' Diassy · 39' Diagne | Árbitro(s): Francisco Costa | Árbitro(s): Francisco Costa |

| 15 de agosto de 2019 | Portugal                                                    | 4:2     | España                     | Praia da Nazaré, Nazaré      |                              |
| 18:30                | Brilhante 1' · Bruno Torres 17' · Jordan 23' · Belchior 27' | Reporte | 6' Javi Torres · 29' Chiky | Árbitro(s): Torsten Guenther | Árbitro(s): Torsten Guenther |

## Campeón
| Mundialito de Fútbol Playa 2019 |
| ------------------------------- |
| Bandera de Portugal             |
| Portugal 7º Título              |

## Premios y reconocimientos
| Mejor Jugador (MVP) | Mejor Jugador (MVP) | Mejor Jugador (MVP) | Mejor Jugador (MVP) |
| ------------------- | ------------------- | ------------------- | ------------------- |
| Jordan              |                     |                     |                     |
| Goleador(es)        |                     |                     |                     |
| Jordan (4 goles)    |                     |                     |                     |
| Mejor Portero       |                     |                     |                     |
| Elinton Andrade     |                     |                     |                     |